# Південно-Західна (станція метро, Москва)
55°39′49″ пн. ш. 37°28′58″ сх. д. / 55.66361° пн. ш. 37.48278° сх. д.
Південно-Західна (рос. Юго-Западная) — станція Сокольницької лінії Московського метрополітену. Відкрита 30 грудня 1963 у складі черги «Університет» — «Південно-Західна». Розташована на території району Тропарьово-Нікуліно Західного адміністративного округу Москви.
«Південно-Західна» — одна з найперевантаженіших станцій Московського метрополітену.

## Вестибюлі і пересадки
Розташована на перетині проспекту Вернадського, вулиці Покришкіна і вулиці 26 Бакинських Комісарів. Вестибюлі сполучені з підземними переходами під проспектом. Вихід в місто здійснюється через чотири засклених павільйони, які знаходяться по обидва боки проспекту Вернадського

## Технічна характеристика
Конструкція станції — колонна трипрогінна мілкого закладення (глибина закладення 8 м). Споруджена за типовим проектом. На станції два ряди по 40 квадратних колон. Крок колон 4 м. Відстань між осями рядів колон 5,9 м.

## Оздоблення
Колони станційного залу оздоблені білим мармуром. Колійні стіни оздоблені світло-зеленою глазурованою керамічною плиткою. Підлога викладена сірим гранітом. Світильники приховані в ребристій стелі.

## Колійний розвиток

Схема колійного розвитку станції «Південно-Західна»

Станція з колійним розвитком — 2 стрілочних переводи, з'їзд.

## Пересадки
- Автобуси: м16, 66, 196, 219, 226, 227, 250, 261, 281, 329, 330, 343, 361, 374, 404, 485, 518, 520, 610, 611, 630, 642, 667, 688, 699, 707, 718, 752, 785, 785к, 877, 890, 950, т34, н11; обласний: 461